# 临刑会见
《临刑会见》（英語：Interviews Before Execution）是河南電視台法制頻道所播出的談話節目。此節目在2006到2012年間於河南省播出，由新聞從業人員丁瑜主持。此節目主要針對在中國河南省因為直接暴力殺人致死而遭判死刑的囚犯，對他們進行採訪，給他們一個在行刑之前跟親人交流的機會。常常採訪之後很快就要執行死刑－－通常在幾個小時之前。此節目的開設目的是為了透過像民眾展現犯罪後需要承擔的後果，來警醒可能犯上類似罪行的人。

## 制播历程
臨刑會見首播於2006年11月18日，播出時間固定於週六傍晚。在每星期之初，丁瑜與她的同事們會研讀法庭記錄，尋找被判處死刑的囚犯作為可能的受訪者。在節目播映的當時，中國有55種可被處以死刑的罪行，但此節目尤其集中於兇殺或內容本質暴力這一類證據充分、罪犯刑責沒有疑點的案件。丁瑜至少在此節目採訪過226個犯人，這其中包含一位殺害母親的同性戀男性、嗜賭而綁架殺害8歲小學生的女教師、為錢殺害女朋友祖父母的年輕人及其女友、一位殺害丈夫的女性、以及一位剛滿在中國最小能被判處死刑年紀（18歲）的青年男子。大部分的罪犯都在受訪後旋即遭處死，不過也有少數囚犯的死刑缓期执行；如前文提到殺害丈夫的女性後來以遭受家暴不堪折磨不得已才殺夫作為理由，上訴成功獲得死緩的處置。
《臨刑會見》節目的播送範圍僅限於河南省，這個省有大約一億的居民，是中國最大的幾個省之一。經常收看此節目的人數可達四千萬，這樣的收視人口讓臨刑會見成了河南收視率前十名的電視節目。收視率最高的一集主打包榮亭的訪談，他是一位殺害母親的同性戀者。丁瑜在他受刑前做過三次的採訪，丁瑜在行刑當天做最後一次的採訪。這個原先便是丁瑜提議製作的系列節目，使得她成了一位家喻戶曉的名人。
2012年，BBC在其頻道上的「This World」節目中播映了《臨刑會見》的紀錄片，臨刑會見開始獲得國際間的關注。紀錄片《臨刑會見－－一個中國的談話節目》的是BBC跟大陸橋文化傳媒集團共同製作，於2012年3月12日在英國的BBC第二台播出。英國的週日郵報於3月4日時，報導中國當局對於BBC在製作此片時獲得許多特許的拍攝許可感到很不高興。因為害怕這個節目會傷害中國的國際形象，當局也禁止了丁瑜以及她的同事們繼續採訪死刑犯。3月12日，BBC報導因為紀錄片的播出吸引來的國際目光，中國當局取消了臨刑會見這個節目。此節目在河南法制頻道的節目表上此節目也遭到了移除。然而，法制頻道後來宣稱這個節目只是暫時停止播出。

## 外部連結
- BBC線上 (BBC Online) 英文紀錄片《臨刑會見：一部中國談話節目》（页面存档备份，存于）
- 公視主題之夜播映臨刑會見紀錄片（页面存档备份，存于）